# لس آلتوس
لُس آلتوس شهری در انتهای جنوبی شبه جزیره سانفرانسیسکو در جنوب منطقه خلیج سانفرانسیسکو می‌باشد. این شهر در شهرستان سانتا کلارا، ایالت کالیفرنیا، ایالات متحده آمریکا واقع شده‌است. مطابق با سرشماری سال ۲۰۰۰ جمعیت این شهر برابر ۲۷٬۶۹۳ نفر می‌باشد.
بیشترین رشد این شهر بین سال‌های ۱۹۵۰ و ۱۹۸۰ اتفاق افتاده‌است.
خانه ویلایی استیو جابز که طراحی رایانه‌های اپل از پارکینگ و اتاق نشیمن آن آغاز شد، در شهر لُس آلتوس قرار دارد. هم‌اینک این خانه به عنوان یک اثر تاریخی ثبت شده و به یکی از از جاذبه‌های گردشگری شهر لُس آلتوس تبدیل شده‌است.